# Minhota (António Carneiro)
Minhota é uma pintura a óleo sobre tela não datada de c. de 1920 do artista português António Carneiro (1872–1930), obra que pertence à Fundação Dionísio Pinheiro e Alice Cardoso Pinheiro de Águeda.
Num enquadramento intimista repetido em outras obras, em Minhota, António Carneiro, ao retratar a sua filha, quis propor uma metáfora da etnografia minhota, em cumplicidade com a modelo que assume a vivacidade colorida do tema.

## Descrição e apreciação
Num ambiente familiar, ao lado de uma janela de portada elevada entreaberta e tendo na parede um quadro emoldurado, comuns a outras suas obras, António Carneiro retrata a sua filha em traje do Minho.
Em oposição às pinceladas longas do fundo, a figura e o seu traje garrido são definidos em pinceladas mais curtas, aplicadas em sobreposições. A luz que ilumina a figura entra pela janela batendo na portada refletindo-se de novo na figura. No traje típico dominam o vermelho, o amarelo e o branco, em contraste com a penumbra envolvente.
Segundo Laura Castro, trata-se de obra isolada na produção de António Carneiro, e mais do que o pitoresco do traje, ao pintor interessa o prazer de o vestir, o prazer da intimidade doméstica, e onde a figura feminina não se apresenta etérea e sonhadora, como em Sinfonia Azul, mas divertida e até provocadora através da mão na cintura e do ondulado da pose.